# Модинахе
Модинахе — сильно порушенная крепость в Имеретии, на горе над городом Сачхере.

## История
Точная дата строительства не известна. Долгое время служила резиденцией князьям Церетели, пока не была захвачена русской армией в 1810 году. После этого была заброшена, а в 1991 году сильно пострадала от землетрясения — большие куски стен сейчас можно видеть внизу, под горой. Сейчас крепость интересна как смотровая площадка и просто как историческое место.
Самое название «Моди-нахе», значащее буквально: «Пойди посмотри», вполне соответствует неприступному положению замка, дозволяющему неприятелю действительно разве только подойти да посмотреть на него (Ибн Арабшах упоминает некую крепость в Грузии, которая называется «Приди, посмотри, возвращайся»).